# Tarr Bence László
Tarr Bence László (Budapest, 1974. október 26. –) magyar kulturális antropológus, filozófus, író, költő, orientalista, buddhista tanító. A SZINTÉZIS Szabadegyetem oktatási vezetője, valamint előadója, továbbá a SZINTÉZIS Egyesület alelnöke. Free Scholler hosszúkardvívó, bíró, sportedző, oktató, az Ars Ensis Lovagi Kör és Kardvívó Iskola Egyesület tagja, és az MHS Magyar Hosszúkardvívó Sportszövettség sport alelnöke.
Kulturális antropológusként összehasonlító vallástörténettel, és a természeti népek beavató hagyományainak modernkori megjelenéseivel foglalkozik. Szerepelt Lőrincz Gabriella Világokon Át című televíziós sorozatában, tanított Tan Kapuja Buddhista Főiskolán, majd később független íróként adott ki írásokat. A világról vallott gondolatait a Tarandus Kiadó által a 2011. évben megjelent önálló esszékötetéből, az Örök Élet Forrásából és Mindenek Ostroma című verses kötetek tartalmazzák. Szervezetfejlesztői és oktatói tevékenységét a többszörös díjnyertes Szalay Péter dokumentarista filmrendező 2006-os Mai módi című dokumentumfilmje, életfilozófiáját az MTV számára készült, Assay H. Péter által rendezett, 2005-ös Hétköznapi Mintáink című rövid portréfilmje, és a Nagy Ernő dokumentarista filmrendező által rendezett, 2012-es Belülről Izzó Tűz című dokumentumfilmje ad bemutatást, amely a 43. filmszemle legnézettebb dokumentumfilmje volt. A világ kevesebb, mint 20 tűzönjáró instruktor képző mestereinek egyike, közülük pedig az egyetlen magyar származású.

## Munkássága
Orientalista és egyben nyugati filozófus, magatartáskutató, a noetikus tudományok független szakértője, aki számos tudatkutató projektben vett részt közreműködőként, alanyként, többek között a Tan Kapuja Buddhista Főiskola Kelet-Nyugat Kutatóintézetének és az ELTE TáTK kulturális antropológia tanszék Buddhista Kutatóműhelyének, valamint a Szintézis PSZI-Laborban folytatott alapkutatások keretén belül.
Alapvető létfilozófiai tanítása, hogy a világ tudati természetű, az egyéni tudatosság, egy nagyobb kollektív, planetáris méretű nooszféra része, így az egyéni gondolatok, és végső soron az individuális öntudat és én-kép, csak hasznos eszköz, amelyet az emberiség fejlődése során létrejött pszichológiai emberkép, és világgal történő interakciók tesznek szükségessé.
Tudatkutatóként, munkássága erősen kapcsolódik a magyarországi, intézményen kívüli tudományos kutatólaborok munkájához, elsősorban Prof. László Ervin és Paulinyi Tamás, és Vassy Zoltán tudatkutatásaihoz, ami lényegében a természet és az emberi társadalom tudati egységességének egymásra hatásával, és a nooszféra kísérleti kutatására irányul. A 2005-ben elsőként rendezett Globális Békemeditáció egyik kulcs közreműködőjeként, azt vizsgálták, lehetséges-e nagy tömegekben mentális erővel hatni, például pusztán a béke gondolatával a globális bűnesetek számára. A tudati hozzáállás békesség és valóságteremtő erejéről, első helyen a Szintézis Szabadegyetemen, az Integrál Akadémián, a Hamvas Béla Kollégiumban, a Filozófia Gyakorlati Iskolájában, a Szabad Lélek központban, és számos közéleti konferencián adott elő köztük a 2005-ös Graz-i UNESCO békekonferencián, a 2006-os első Globális Békemeditáción, a 2010-es Egység Konferencián, és hosszú éveken át az antropológus Szimbiózis, a Természetgyógyász és a Napfényes Fesztiválokon.

## Családi háttér

### Egypetéjű Ikerkutatás, telepátia

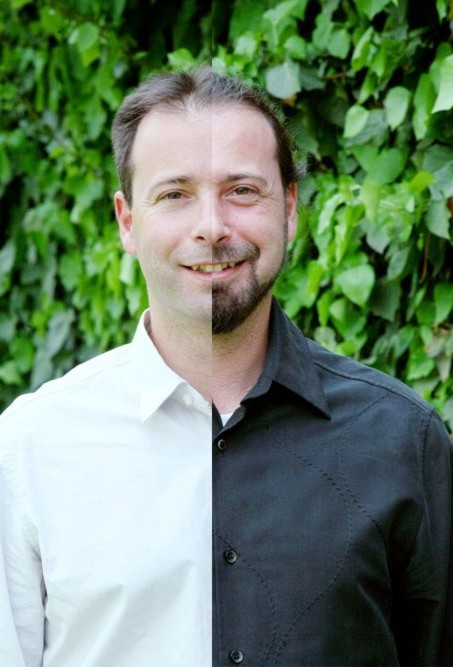
Az egypetéjű Tarr ikrek

Orvos házaspár gyermekeként született 1974.október 26-án, egypetéjű ikerként. Mint iker, kisgyermekkorban alanya volt a SOTE ikerkutatásának, amely az 1970-től működő Budapesti Ikernyilvántartás keretén belül, dr. Métneki Júlia és dr. Czeizel Endre vezetésével folyt. Ikerség és telepátia témakörben az 1990-es években, a dr. Egely György által alapított Magyar Para-kutatási Tudományos Társaság, majd Paulinyi Tamás és Vassy Zoltán pszi-laborjában végeztek vele és ikertestvérével Tarr Dániellel telepátia kísérleteket.   Az RTL Klub magyar tévécsatorna, Fókusz című műsorának 2011. november 11-i adása foglalkozott az ikertelepátia kísérletekkel, melyben a Hajdú-ikrek mellett a Tarr-ikrek is szerepeltek Ikerség és telepátia címmel.
Ikertestvérén kívül, két másik fiú testvére van, dr. Tarr Márton aneszteziológus és sportorvos, és ifj. Tarr Ferenc, történész, gyermek irodalmár. 1999-ben nősült, felesége Modrovics Krisztina, klinikai gyermek-szakpszichológus, szintén az ELTE BTK végzős hallgatója. Saját elmondásuk szerint, közös egyetemi éveik nagyban hatottak későbbi gondolkodásukra és kapcsolatukra. 

## Tanulmányai
Általános iskolai tanulmányait 1981-84 között az budapesti XI. kerületi Érdi úti általános iskolában, majd az angliai Leeds városában, a katolikus Saint Dominics Middle Schoolban végzi. Az elemi iskolát a II. kerületi Attila úti általános iskolában fejezi be. Középiskolai tanulmányait a budapesti XII. kerületi Táncsics Mihály Gimnáziumban végzi, itt ismeri meg későbbi feleségét, akivel egy osztályba járnak. Középiskolai filozófiatanára, Szári Péter, valamint Nagy László kantiánus filozófus, az ELTE BTK egyetemi tanársegédje, ismerteti meg a nyugati filozófiával, amelynek hatására úgy dönt felsőfokú filozófiai tanulmányokba kezd. Már középiskolában komolyan érdeklődik a holt nyelvek iránt, latint és ógörögöt tanul, később szanszkritot és tibetit, majd a modern nyelvek közül angolul és németül tanul meg.
Ikertestvérével mindvégig egy iskolába járnak, végül mindketten kulturális antropológusként, vallásbölcsészként és angol nyelvszakos tanárként fejezik be felsőfokú tanulmányaikat. Ikersorsuk párhuzamairól, az 50. születésnapjuk alkalmából, "Karma-Dharma" címmel készítenek, útmutató, életbölcselkedő, egyben életrajzi párbeszédet, ami szellemi útkeresésük és tanítói életpályájuk első 50 évének összegzése és foglalata. 

### A Tan Kapuja Buddhista Főiskola

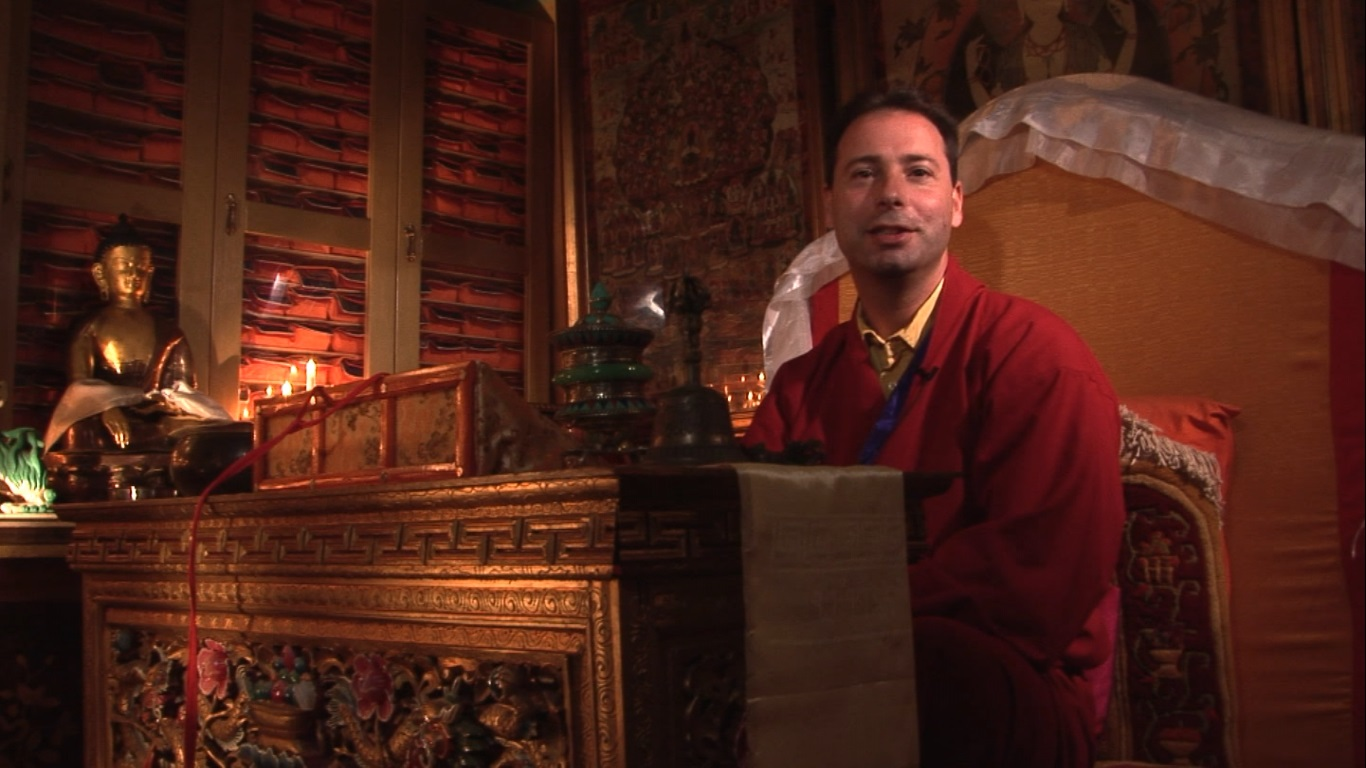
Tarr Bence László – Ānanda Prajñāraja buddhista tanító

1989-ben, 14 éves korában ismerkedik meg Dely Károly magyar jógaoktatóval, akinek fiatalon lesz ikertestvérével együtt, közvetlen és bensőséges tanítványa. Dely Károly a magyar jógaoktatás úttörő alakjaként, az 1980-as évek meghatározó személyisége ismertette meg az ind filozófiával, és a keleti gondolkodás és életvitel jótékony hatásaival. Dely Károly elsőként vezetett jógacsoportokat, és elsőként tanított keleti bölcseletet, mindezt még abban a korszakban, amikor minden, ami a jógához kapcsolódott, a hivatalos megítélés szerint sarlatán áltudománynak, és szélhámosságnak számított. Jógamestere hatására fordult a buddhista tanításhoz, és 1991-től, a Hetényi Ernő által vezetett Buddhista Missziótól, elszakadó Tan Kapuja Buddhista Egyház által alapított főiskola esti hallgatója, majd 1993-tól rendes hallgatója lesz. 1995-ben Indiába utazik ikertestvérével, ahol a ladakhi tibeti buddhizmus formaváltozásait tanulmányozza. Menedéket, Dobosy Antal zen mestertől és Mireisz Lászlótól, a Tan Kapuja Buddhista Egyház vezetőjétől vesz, akiktől az Ánanda nevet kapja. Bódhisszatva fogadalmat a 17. Karmapa, Tháje Dordzse 2000. január 18-i budapesti látogatásakor tesz, akitől a Szönam Gyalpo nevet kapja. Így buddhista tanítói neve Ánanda Pradzsnyárádzsa (Ānanda Prajñārāja), buddhista tanítványai ezen a néven ismerik. A tibeti buddhista hagyományba Keith Dowman tibeti fordító és dzogcsen mester vezeti be, akinek Agócs Tamás mellett ő is tanítványa. 2005-ben éri el a nagy tökéletesség állapotát, és a buddhista megvilágosodásról, a Felébredésről szóló megvilágosodás-versét angol nyelven, ebben az évben adja át a Buddhista Világszövetség akkori alelnökének, a mongol Tashi Choling Kolostor tiszteletreméltó Choijiljab Dambajav lámájának. Saját megvilágosodás élményének buddhista filozófiai magyarázatáról, "Támaszték nélküli egyetemes látásmód" címmel, Bende Zsuzsanna készít vele riportot a Tan Kapuja Buddhista Egyház Buddha FM elnevezésű rádiócsatornája számára, ami a buddhista etika és önmegvalósítás témakörében, 2025. februárjában induló havi rendszeres rádiósorozat első fejezete.  Tarr Bence László megvilágosodás-verse magyar nyelven a Tan Kapuja Buddhista Egyház 25 éve című kiadványban jelent meg, 2017-ben. Orientalistaként, szanszkrit és tibeti nyelvet tanul, számos tanulmánya érhető el elsősorban a tibeti buddhista filozófia és a haldoklás, hospice tárgykörében. Szakdolgozatát a tibeti Nyingmapa iskola kialakulásáról írta.

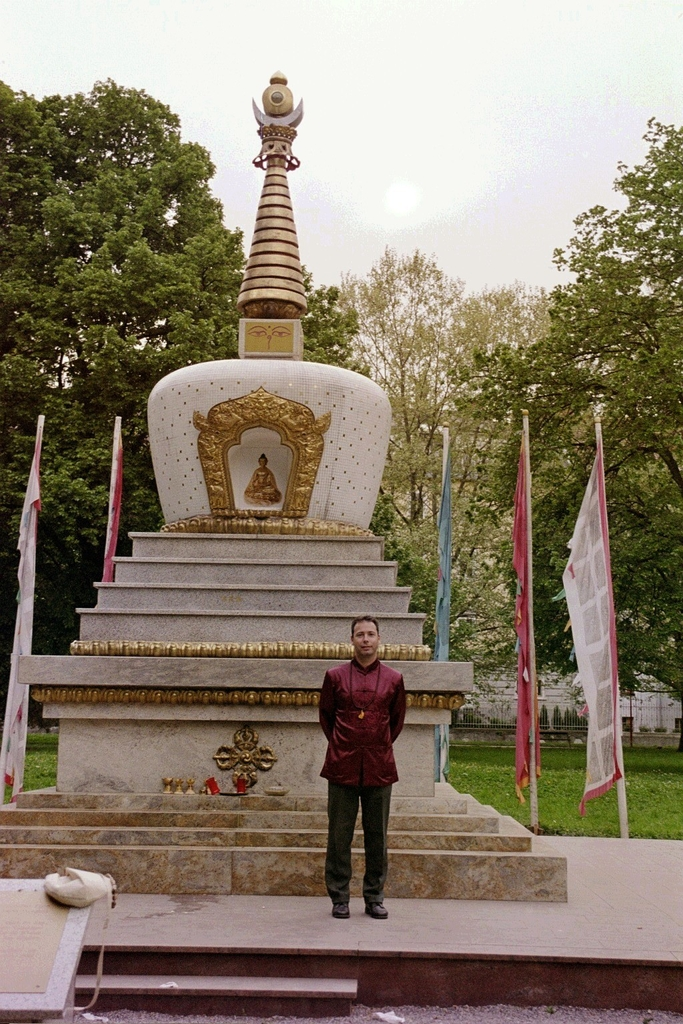
Tarr Bence László – Ānanda Prajñāraja

1997-2004 között, a Tan Kapuja Buddhista Főiskola rendes tanáraként, nyugati és buddhista filozófiát, összehasonlító vallástörténetet, kulturális antropológiát tanít. Az Egyház hivatalos szóvivőjeként számos hazai és nemzetközi vallásközi párbeszéd résztvevője, köztük az UNESCO által szervezett, egyik első vallásközi békekonferencián 2005-ben Grazban, valamint a László Ervin által alapított Budapest Klub által szervezett Első Globális Békemeditáció vezetőjeként 2007. május 20-án. Szellemi felébredését követően fokozatosan távolodik el a vallásgyakorlás ritualizált formáitól és új vallásilag semlegesebb formákat keresve, a Szintézis Szabadegyetem, valamint az Integrál Akadémia oktatójaként folytatja tanítói tevékenységét.

### Eötvös Loránd Tudományegyetem – ELTE BTK és TáTK

#### Filozófiai tanulmányok és a tudatfilozófia
Orientalista tanulmányaival párhuzamosan, 1994-től az ELTE BTK rendes hallgatója, filozófia szakon kezdi tanulmányait, majd esztétikát, egyiptológiát, tibetológiát, sinológiát tanul, végül a TáTK kulturális Antropológia Tanszékének hallgatója lesz. Filozófiai érdeklődésére nagymértékben hat Steiger Kornél filozófiatörténész, az Ókori és Középkori Filozófia Tanszék tanára, valamint Geréby György, akik meghatározzák szenvedélyes érdeklődését az ókori és középkori európai kultúrák iránt. A kortárs logika- és nyelvfilozófia iránti érdeklődését Munkácsy Gyula és Faragó-Szabó István, az Újkori és Jelenkori Filozófia Tanszék tanárainak köszönheti. Nyelvfilozófiai érdeklődését sajátos módon keveri lételméleti felvetésekkel, melyről Wittgenstein nyelvfilozófiájának kapcsán, Wittgenstein ontológiája című szigorlati dolgozatában értekezik. Egyetemi filozófiai tanulmányainak végén, a keleti és nyugati filozófia párhuzamait keresi, más szigorlati dolgozata a naiv realizmus kritikáját a buddhista jógácsára filozófia oldaláról tárgyalja.
Buddhista tanulmányai hatására, filozófiai fejtegetéseiben egyre hangsúlyosabb a külvilág észlelésének, és a világ illuzórikus természetének, a test-lélek problémának a tárgyalása. Végső soron elkötelezi magát a buddhista, non-dualista csak-tudat tan mellett, mely szerint a világ pusztán az észleletek útján jön létre, így objektív létezése nem bizonyítható. A külvilág, tudatunk útján jön létre, így tudatállapotunk függvényében megváltoztatható, észleleteink végső soron a tudatunk kivetülései. Ezzel megelőlegezi a XXI. század második évtizedében ismertté váló szimulációs hipotézist, mely szerint lehetséges, hogy mi egy szuperszámítógépek által generált hatalmas világjáték részesei vagyunk, ahol a külvilágról alkotott képzeteinket közvetlenül az agyunkba sugározzák, mint a Mátrix című hollywoodi sci-fiben. Végső filozófiai nézetei szerint, az emberi élet egy világjáték, amely az ember tudati és erkölcsi fejlődését szolgálja, amolyan tanulószoba, ahol addig maradunk az újjászületések végtelen körforgásában, míg el nem sajátítjuk azt a belső morális tartást, amely a magasabb világok megismerésének előfeltétele. Az ember élete egyetlen epizód, egy hosszú időtlen utazásban, amelynek végét nem a halál zárja le, hanem a szellemi felébredés, a spirituális értelemben vett eszmélés, Ezzel kapcsolatos nézeteit az Örök Élet Forrása című esszékötetének Világjáték című fejezetében ismerteti.

#### Kulturális antropológia és társadalomtudomány

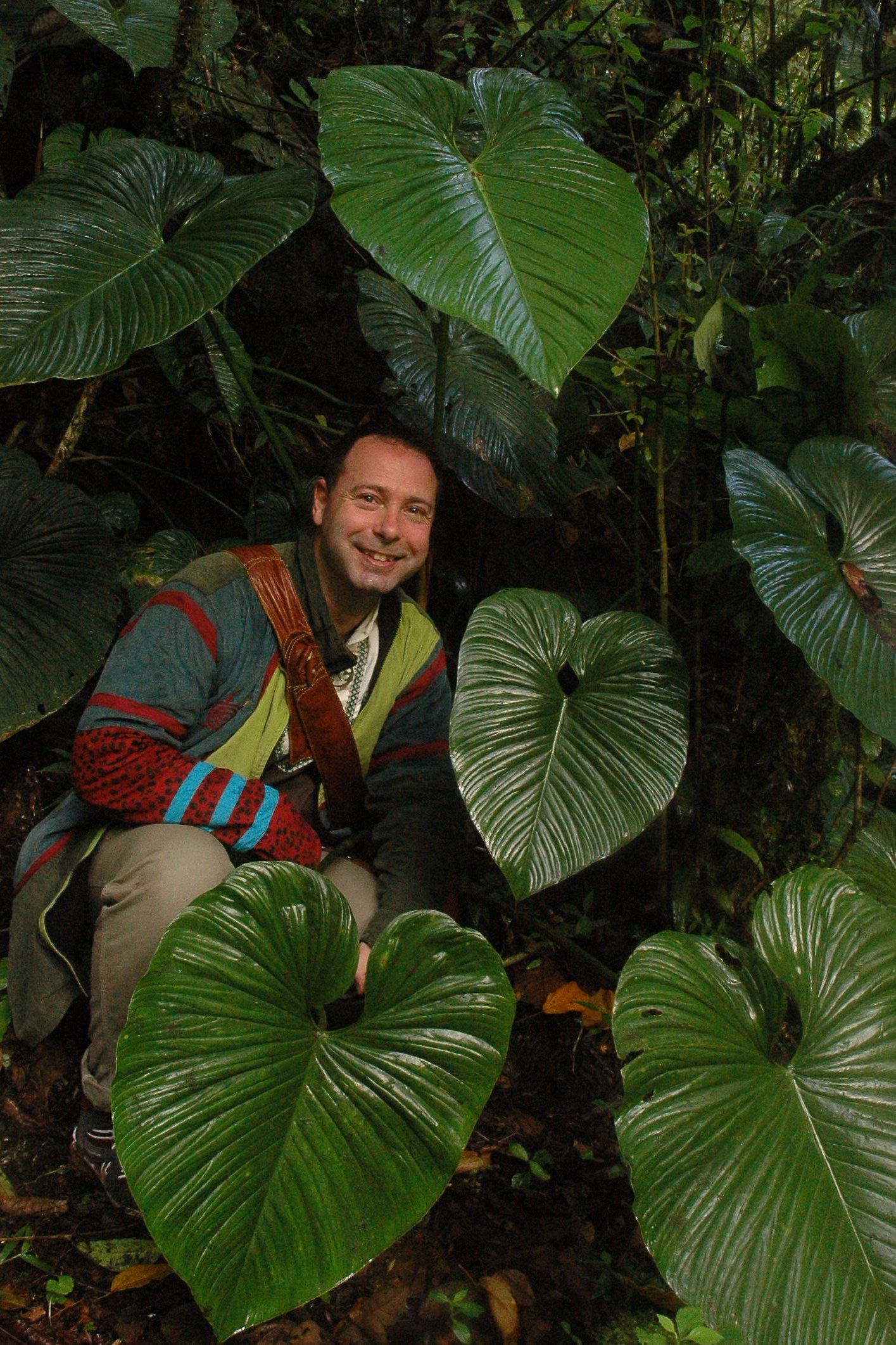
Tarr Bence László – Costa Rica

Az Eötvös Loránd Tudományegyetemen folytatott filozófiai és orientalisztikai tanulmányai vezették a társadalomtudományokhoz, ahol Prónai Csaba szociológus és Boglár Lajos néprajzkutató, etnológus tanítványaként kulturális antropológiát tanult. Boglár Lajos unszolására, az indo-tibeti kultúrák tanulmányozásán túl, az indonéz szigetvilág ónépeinek szokásait kezdte vizsgálni, ezen belül is a Nagy-Szunda szigetek kultúráit. Miután filozófiai vizsgálódásának fókuszában a világ illuzórikus természete, és a szellemi felébredés áll, valamint az egyes kultúrák, népek halálfelfogása, és a halál utáni életről vallott nézeteik, nem meglepő, hogy kulturális antropológusként, terepmunkáját a celebeszi toradzsa nép temetkezési szokásainak tanulmányozásával töltötte, és erről írta szakdolgozatát. Néprajzkutatóként, ez az egyetlen magyar nyelven olvasható, tudományos igényű alapos tanulmány erről a népcsoportról és szokásrendjéről. A szakdolgozat érdekessége a toradzsa-magyar nyelvi szószedet, amely az egyetlen ilyen nyelvű szótár. Ez jól tükrözi a szerző, az egzotikus nyelvekhez fűzött érdeklődését.
Kapitány Gábor és Ágnes szociológus házaspár tanítványaként, az etnográfia mellett, antropológiai érdeklődésének másik fókuszterülete a szociálantropológia és a kultúrák-közötti keveredés, a multikulturalizmus és a globalizálódó, nyílt-társadalom születése lett. Számos tanulmánykötet társszerzőjeként jelentetett meg írásokat, elsősorban a keleti és nyugati kultúrák egymásra ható kulturális mechanizmusairól, valamint a multinacionális nagyvállalati kultúraképzés hatásairól. Kulturális antropológusi háttere segítette abban, hogy végül polgári foglalkozásként szervezetfejlesztő tanácsadóként dolgozzon, és, hogy az 1989-es rendszerváltást követően, számos hazánkba érkező multinacionális nagyvállalat kultúraváltó és integrációs folyamatait támogassa. A törzsi társadalmak viselkedésmintáinak tanulmányozása tette számára lehetővé, hogy a vállalati kultúraképzésben a törzsi viselkedésminták alapján magyarázza a mikrocsoportos viselkedés alapmintáit, és a közösség-formálás hatékony, modernkori "beavató" eszközeit.
Társadalomfilozófiai nézeteit, Sugár Ágnes szerkesztésében, a Klubrádió számára készült, a "KI Merem Mondani" rádiósorozat állandó közreműködőjeként ismerhettük meg, melyben megfogalmazza hogy "a szabadsághoz vezető út az önismerettel kezdődik". A rádiósorozat 2022. novemberében indult, "Párbeszédek a Lehetségesről" című folytatásában Eckhart Tolle, Új Föld című könyvének alapján, Mayer Mátéval 15 részes adásban közösen dolgozza fel, hogy miként lehet képes az ember a nézőpontja, a tudata megváltoztatására? És, hogy mit jelentene egy újfajta tudatosság? És milyen lehetne az?  A Ki Merem Mondani rádiósorozat valódi sikerét bizonyítja, hogy a Klubrádió állandó, heti műsorává válik, 2025-re, több mint 100 adást készítenek, amiben egyaránt helyet kapnak a pszichológiai, filozófiai és társadalomelméleti kérdések.    Almási Zsolt irodalomtörténésszel, a Pázmány Péter Katolikus Egyetem tanszékvezetőjével, a Magyar Shakespeare Bizottság elnökével, 2024-ben, pedig közösen készítenek irodalomtörténeti rádiósorozatot "Shakespeare Tükre" címmel, ahol Mayer Máté pszichológussal Shakespeare drámáin keresztül elemzik a drámai jellemrajzokat, a pszichológiai szemszögéből. A Sugár Ágnes által szerkesztett irodalomtörténeti sorozat lényegi üzenete, hogy "míg a környezet és a társadalmi körülmények folytonosan változnak, az emberi természet alapvető vonásai nem." 

## Társadalmi szerepvállalás

### Halálkutatás, Hospice támogatás

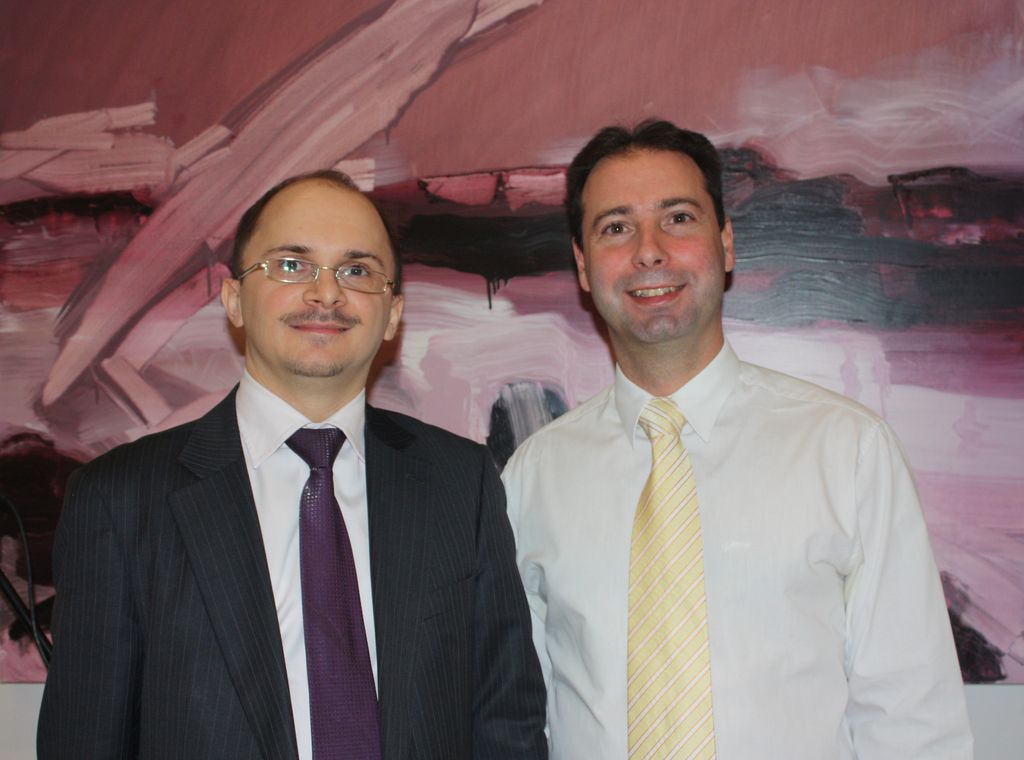
Karsai Gáborral a KOGART Akadémia megnyitóján 2009-ben

Filozófusként, előadóként sokat foglalkozik a haldoklás, meghalás, és a halál utáni élet lehetőségével. Számos nyilvános előadással támogatja különböző hospice szervezetek munkáját. Polz Alaine tanatológussal, a magyarországi hospice mozgalom úttörőjével, az ismert írónővel, ő készítette el 2006-ban, egy évvel halála előtt, az utolsó búcsúztató interjút. Az interjú kivonata, a Kagylókűrt című kulturális folyóirat 2008/49. számában jelent meg. A halálról vallott felfogása a tibeti buddhista felfogást követi, mely szerint a tudat, amely öröklétű túléli a test halálát, így az élet egy "tudati" dimenzióban zajlik tovább. 2017-ben a Hatoscsatorna vendégeként R. Kárpáti Péter és Paulinyi Tamás: A Másik Világ című műsorában beszélt a halhatatlan tudat létéről, és arról, hogyan éli túl a tudat a test halálát. 2022. évben a gyászfeldolgozásról a Klubrádió "Ki Merem Mondani" rádiósorozatában Szendi Gábor klinikai szakpszichológussal és Mayer Máté pszichológussal készített közös műsort.

### A Harmonikus Élet Program
33. évesen, a krisztusi korba lépve, két átfogó előadás-sorozatot tartott Parttalan Kikötő  , majd pedig a Hét Tenger Hajósa  címmel. Ezek keretében foglalta össze azt a filozófiai világszemléletet, amelyet később egy gyakorlati keretrendszerbe foglalt Harmonikus Élet Program címén. A Harmonikus Élet Program hátterében a Test-Lélek-Szellem közötti egyensúly megteremtésének gyakorlati módszertana áll, és ez a program a kognitív idegtudomány és a meditációs praxis, valamint pozitív életszemlélet gyakorlati kapcsolatát és praxeológiai alapjait volt hivatott szélesebb közönség elé tárni. Ezt az oktatási anyagot a Tan Kapuja Buddhista Főiskola rektorával, Karsai Gábor-ral készült megvalósítani a KOGART Alapítvány által indított KOGART Akadémián. A képzés végül a megfelelő intézményi háttér miatt nem indult el, de felismeréseit Karsai Gábor a nemzetközi Mind & Life intézet keretein belül hasznosítja, amelynek 2021-ben lett intézményvezetője.

## Progresszív humánfejlesztő módszerek

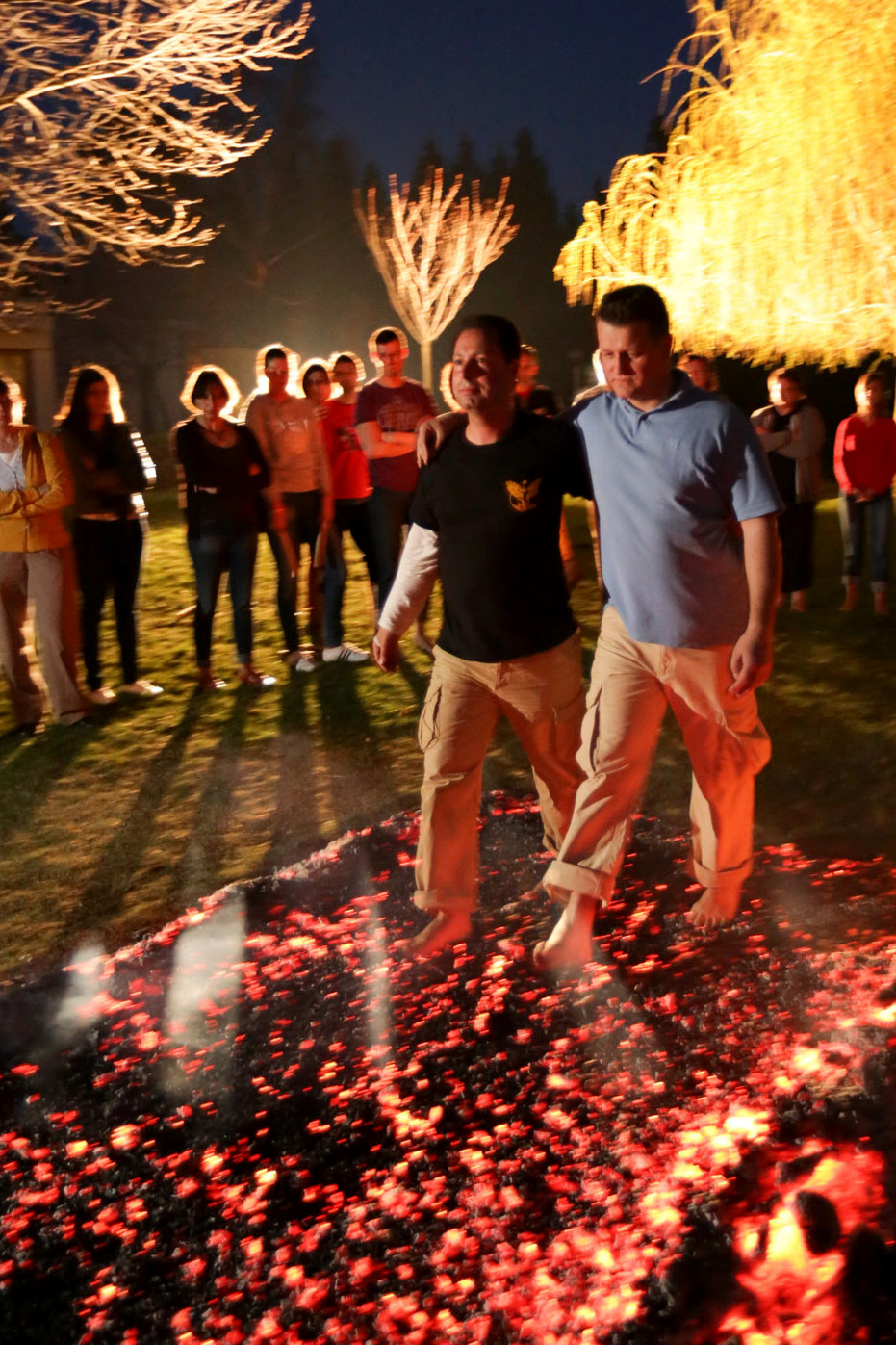
Parázsonjárás

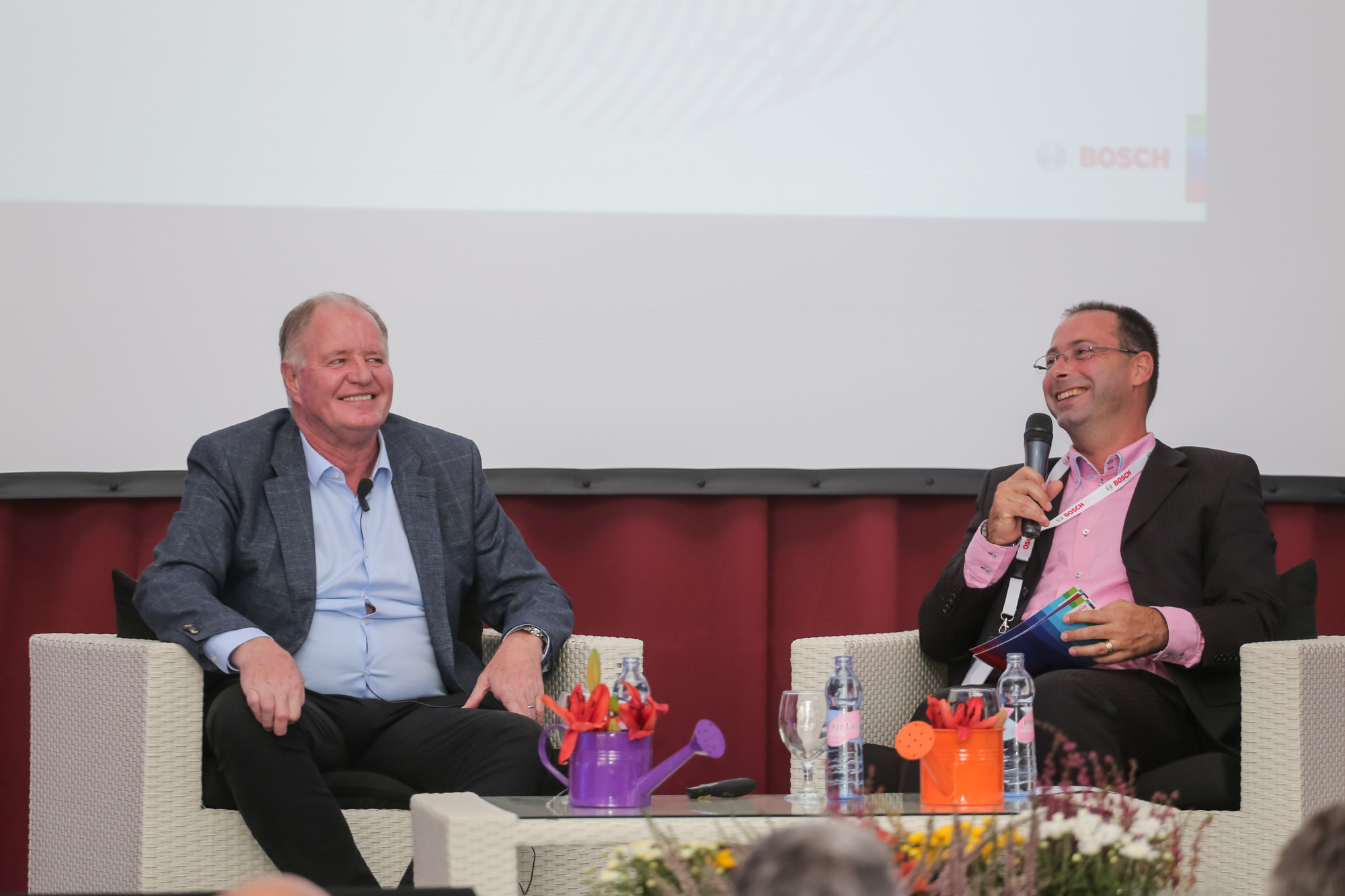
Kemény Dénessel a magyar vízilabda-válogatott szövetségi kapitányával

### Tűzönjárás
A világ kevesebb mint 20 Tűzönjáró Instruktor képző Mesterének egyike, közülük pedig az egyetlen magyar származású. Képesítését Portugáliában, majd Costa Ricában szerezte, a világ különféle tűzönjáró mestereitől tanult. Tagja a GFA Global Firewalking Association nemzetközi tűzönjáró instruktorokat tömörítő szervezetnek, mint a kutatás fejlesztésért felelős vezető, a vezető testület tanácsadó testület tagja. Több, mint 20 éve dolgozik hagyományos és progresszív-, tréning és humánfejlesztő eszközökkel, elsősorban multinacionális nagyvállalatok fejlesztő folyamatait támogatva. A Tűzönjárás véleménye szerint, mindenki számára kézzelfoghatóvá teszi, hogy a tudat képes a külvilágnak tételezett észleletek átformálására.  A Nagy Ernő dokumentarista filmrendező által készített Belülről Izzó Tűz című dokumentumfilm, részletesen mutatja be ezt a módszert. Tarr Bence László portréfilmjén keresztül rengeteget tanulhatunk általa önmagunkról, és arról, mivé válhat minden ember, ha álmait és vágyait követve képes szó szerint mindezért tűzbe menni. Az általa vezetett tűzönjárás módszeréről az MTV M5-ös csatornája készített egy rövid háttérműsort, ami a Multiverzum című műsorban került adásba. A Tűzönjárásról, mint metafora gyakorlatról nyilatkozik a Klubrádió: Ötös című műsorában, ahol Szalai Kriszta és Epres Attila készít vele interjút, valamint a MindFUEL Podcast sorozat első részében, ahol Sass Dániel televíziós műsorvezetővel beszél a parázsonjárás jótékony lélektani hatásairól.

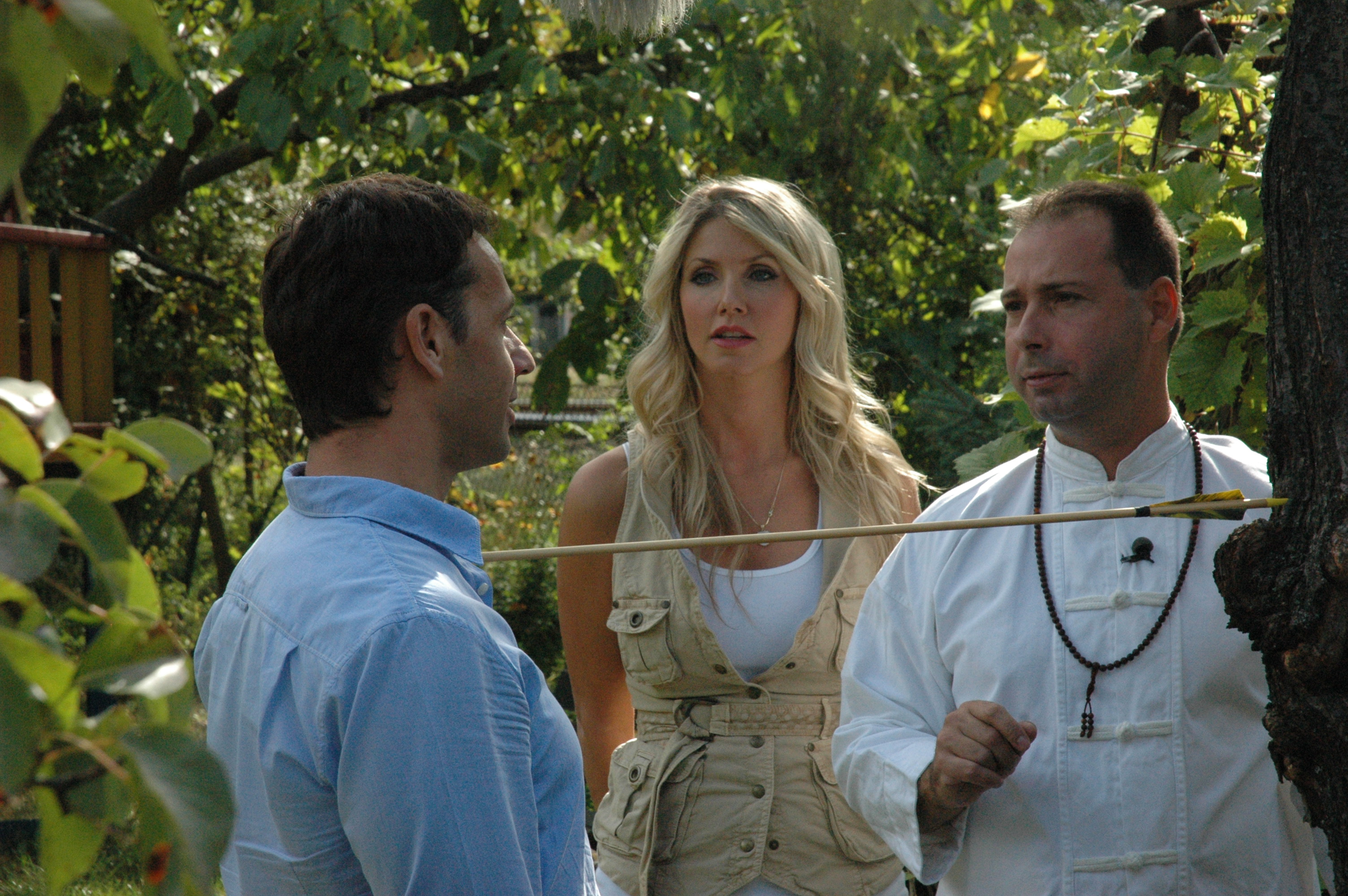
Metafora gyakorlatok Kozmann György olimpikonnal

### Metafora gyakorlatok
A Tűzönjárás mellett számos paradigma-váltó metafora gyakorlattal dolgozik, mint amilyen a puszta-kezes téglatörés, nyílvesszőtörés és betonacél hajlítás torokkal, vagy a törött üvegcserepeken járás. Ezeken keresztül a tudat feletti önuralmat, és az önkorlátozó hiedelmeket lehet megtanulni. Sportedzőként és mentorként, élsportolókkal is foglalkozik, a Magyar Hosszúkardvívó Egyesület sport alelnökeként. A sportpszichológia területén jól alkalmazható, gyakorlati módszerekkel segít a sportolók teljesítőképességét fokozni, önkorlátozó hiedelmeik gyakorlati felszámolásával. Módszertanáról, 2012-ben az RTL Fókusz hírműsora készített háttérműsort. 

## HEMA – Európai harcművészetek

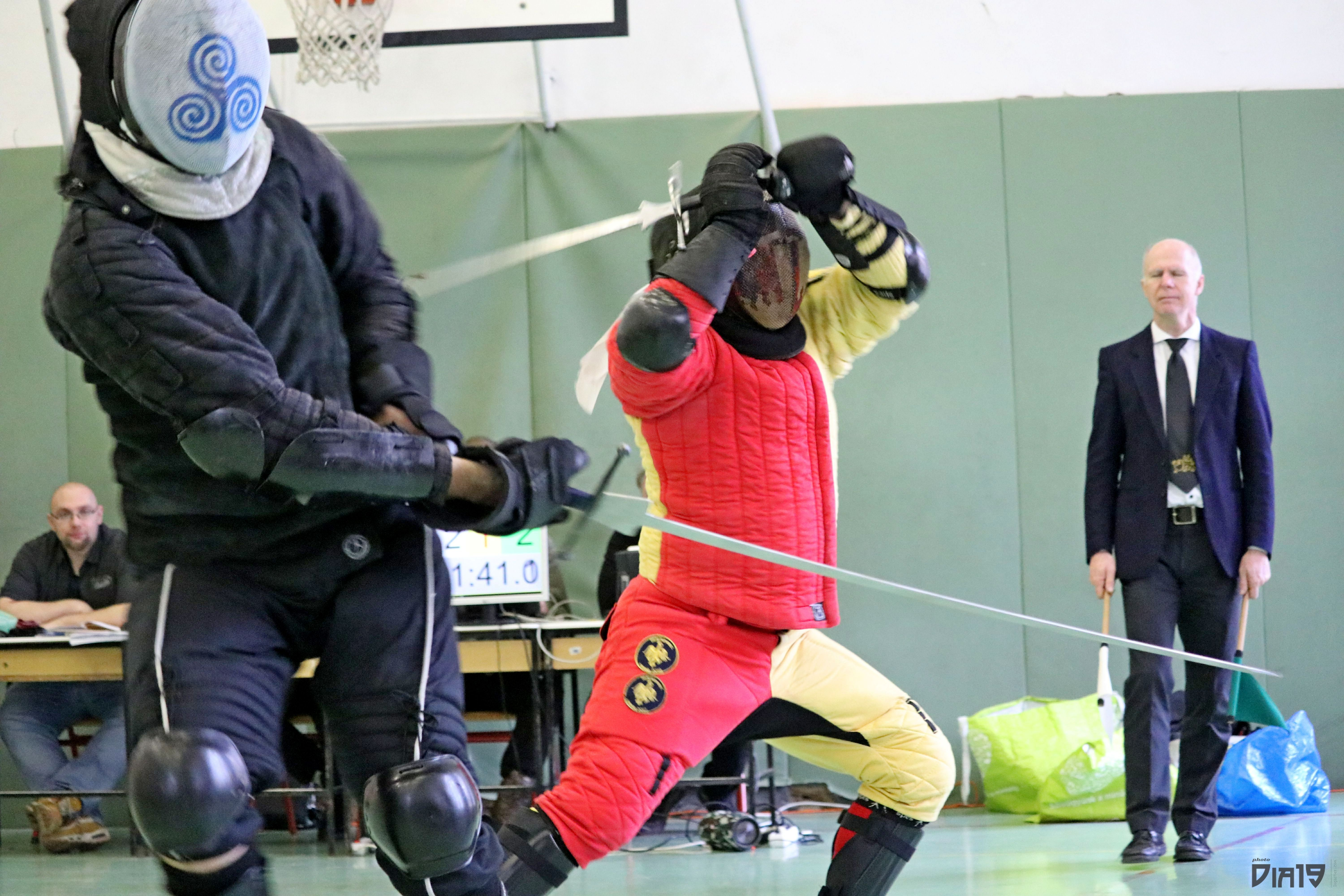
HEMA kardvívó torna 2019.

### Ars Ensis Lovagi Kör és Kardvívó Iskola Egyesület

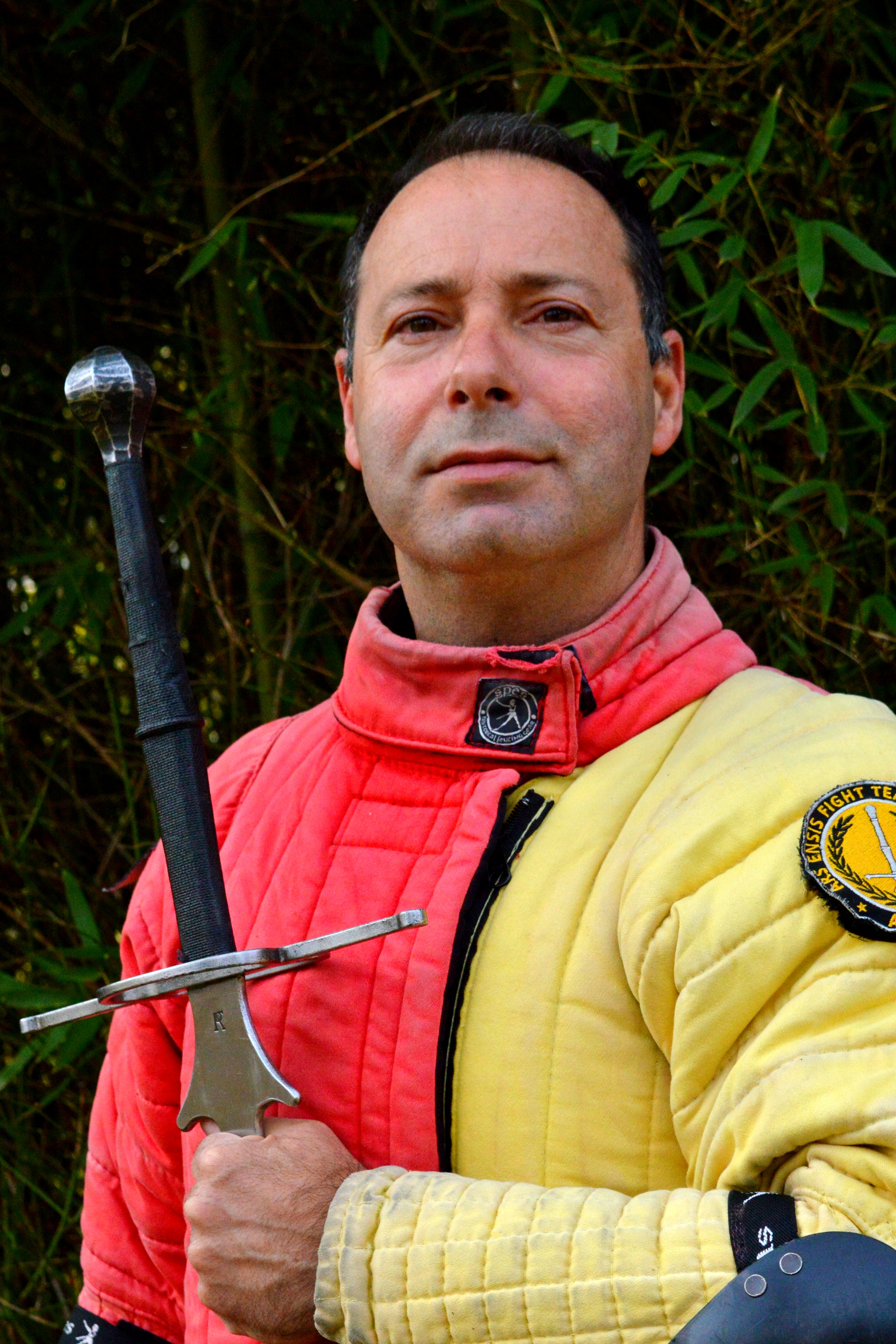
Tarr Bence László – MHS sport alelnök

Tarr Bence László a keleti mozgásművészetet Dely Károly jógamestertől, majd Farkas Gábor Viking tai-csi mestertől tanulta, aki a SanBao Tai Chi Chuan és Chi Kung Iskolát vezeti. A keleti mozgás és harcművészet iránti érdeklődése mellett, a nyugati, európai harcművészetekben is jártasságot szerzett. 2015-ben csatlakozott az Ars Ensis Lovagi Kör és Kardvívó Iskola Egyesülethez, ahol 2019-ben szabadvívó, azaz Free Scholler hosszúkardvívó záróvizsgát tett. Felsőfokú szakdolgozatát a kard szakrális jelentéstartalmáról írta Ensis Benedictus címmel. Mint versenyző, az Ars Ensis Fight Team aktív tagja, nemzetközi versenyek kvalifikált résztvevője. A nemzetközi történelmi kardvívók kvalifikációs listája, a HEMA Ratings szerint, a világ első 500 férfi versenyzője között szerepel. Hosszúkard fegyvernemen kívül, raper és tőr, valamint szablya fegyvernemekben versenyez.

### MHS Magyar Hosszúkardvívó Sportszövetség
Az MHS Magyar Hosszúkardvívó Sportszövetség keretén belül kardvívó bírói vizsgát tett, sportedző, sportoktató, jelenleg az egyesület sport alelnöke. Továbbá az MHS magyar hosszúkardvívó országos válogatott versenycsapatának kerettagja.
A történelmi kardvíváson kívül lelkes amatőr futó, 2006 óta a BSI Budapesti Sportiroda törzsfutója, havonta indul egy-egy versenyen. Több, mint 100 futóversenyen indult, és több 1000 kilométert futott, ezzel is bizonyítva, hogy a tűzönjárás veszélytelen.

## Emberes űrrepülés
Amatőr történészként az űrkutatás történetével és ezen belül is az emberes űrrepüléssel, és azok tárgyi gyűjtésével foglalkozik. Több űrrepülő program lelkes támogatója, így 2020-ban csatlakozott a Sir Richard Branson által alapított Virgin Galactic Spacefarer programjához, mely a SpaceShipTwo szuborbitális űrrepülő segítségével igyekszik az űr határaira eljuttatni az új űrturistákat. Valamint 2021-ben jelentkezett a Yusaku Maezawa japán milliárdos által indított dearMoon Projekt elnevezésű holdkerülő misszió jelentkezői csapatához. Farkas Bertalan, az egyetlen magyar űrhajós űrrepülésének tárgyi emlékeinek egyik őrzője.

## Művei

### Önálló kötetei
- Tarr Bence László: Az Örök Élet Forrása, Tarandus Kiadó (2011), ISBN 978-615-5180-07-1
- Tarr Bence László: Mindenek Ostroma, Tarandus Kiadó (2011), ISBN 978-615-5180-06-4

### Film
- Assay H. Péter: Hétköznapi Mintáink (portréfilm), 2005[74]
- Szalay Péter: Mai Módi (kreatív dokumentumfilm), 2006
- Lőrincz Gabriella: Világokon Át (kreatív dokumentumfilm), 2007[75]
- Nagy Ernő H.S.C.: Belülről Izzó Tűz (portréfilm), 2012 – forgalmazta: Etalon Kiadó

### Közreműködőként
- Világokon át / Barangolás a metafizika birodalmában. Pilis-Print Kiadó (2007). ISBN 978-963-86663-5-2[76]
- 2012 – Az Idő Közel... szerk.: Lőrincz Gabriella, Ulbing István, Zelei Pál, Pilis-Print Kiadó (2008). ISBN 978-963-9788-06-0[77]
- Kultúrák találkozása a lélekgyógyászatban. Medicina (Animula) kiadó (2012). ISBN 978-963-226-356-4 [78]
- A kultúra kódjai, MOME (2008), Tarr, Bence László, et ali. szerk.: Bali János, Fiáth Titanilla, Nikitscher Péter, Szász Antónia: A kultúra kódjai – A vállalati kultúraképzés árnyoldaláról. Budapest: MOME – Moholy-Nagy Művészeti Egyetem, p. 161-169. o. [2008. március 14.] (2008). ISBN 978-963-7164-92-7
- Playback-színházi alapképzés  / Tarr Bence László [et al.] ; [közread. a] Magyar Emberi Jogvédő Központ, Józan Babák Klub[79]

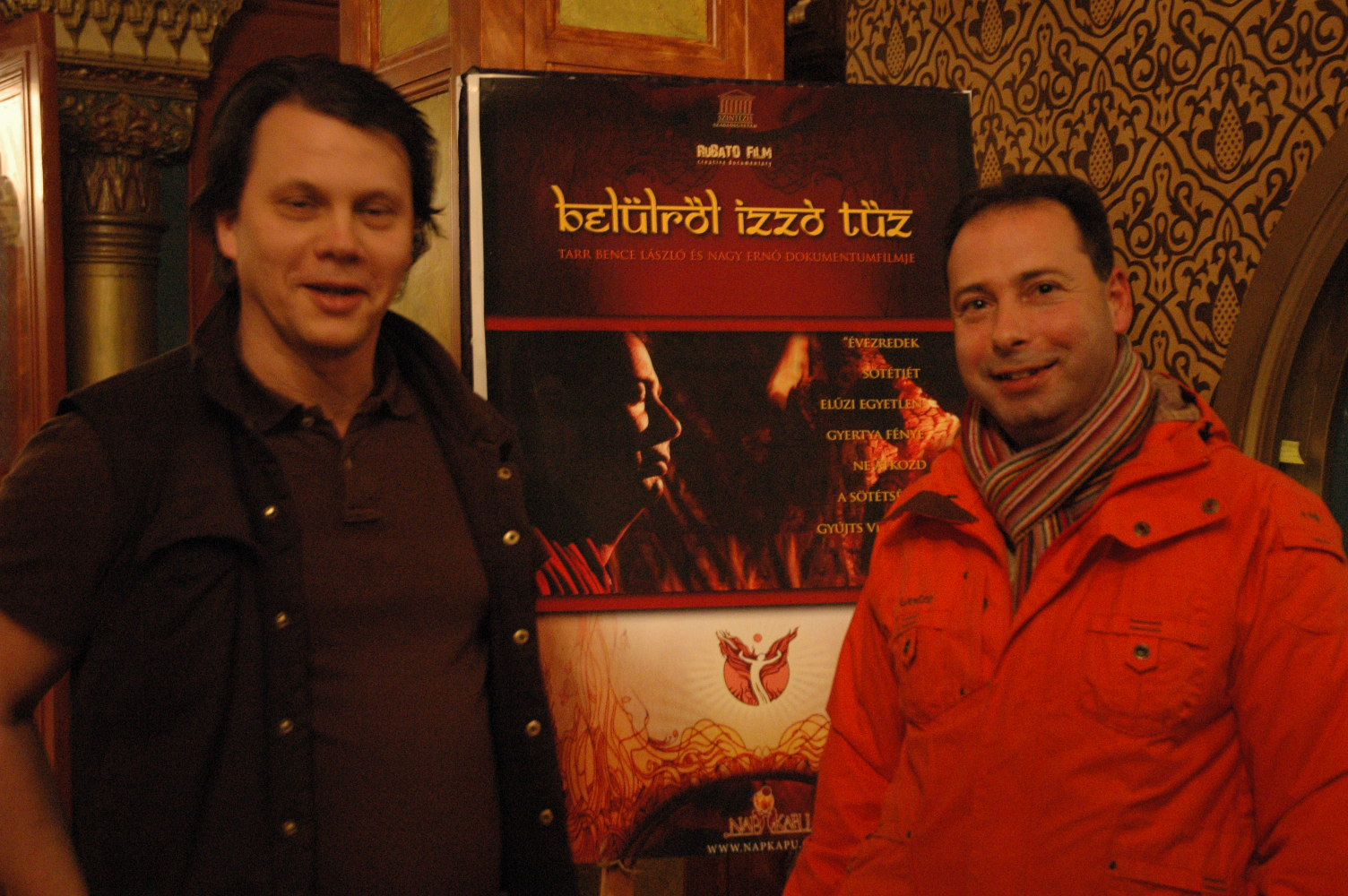
Belülről Izzó Tűz filmbemutató

### Publicistaként
2001 óta állandó szerzőként több, mint 100 cikke jelent meg. Publikált az Elixír Magazinban, 2005- 2017 között a magazin szakmai szerkesztőbizottságának is a tagja. Az Elixír életmódmagazin 335 alkalommal jelent meg, további cikkei a Természetgyógyász Magazinban, és számos alkalommal a Nők Lapja hasábjain jelent meg. Cikkei ikertestvére digitális könyvtárában olvashatók.

### Művészeti kiállítások közreműködőjeként
- Papp Norbert: 'Ébredések' kiállítás – 2012. Budapest, Vaskapu Taverna
- Papp Norbert: Mindenek Ostroma kiállítás – 2011. Budapest, Boscolo Hotel (Tarandus Gála)[82]
- Papp Norbert: Égi Jelek kiállítás – 2022. Törökbálint, Munkácsy Mihály Művelődési Ház[83]

## Galéria

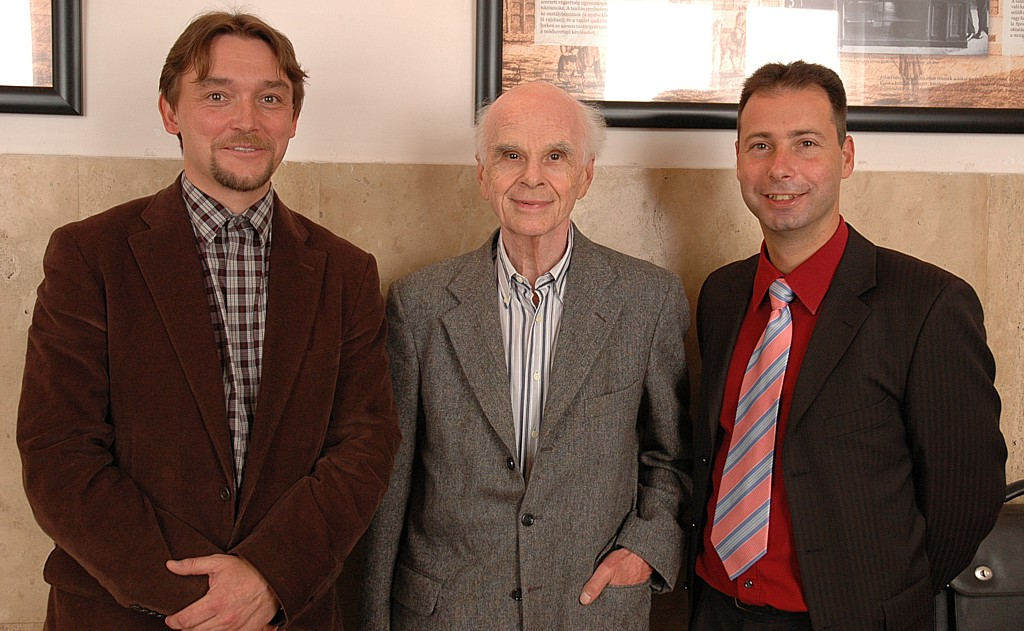
Paulinyi Tamás, Prof. László Ervin és Tarr Bence László
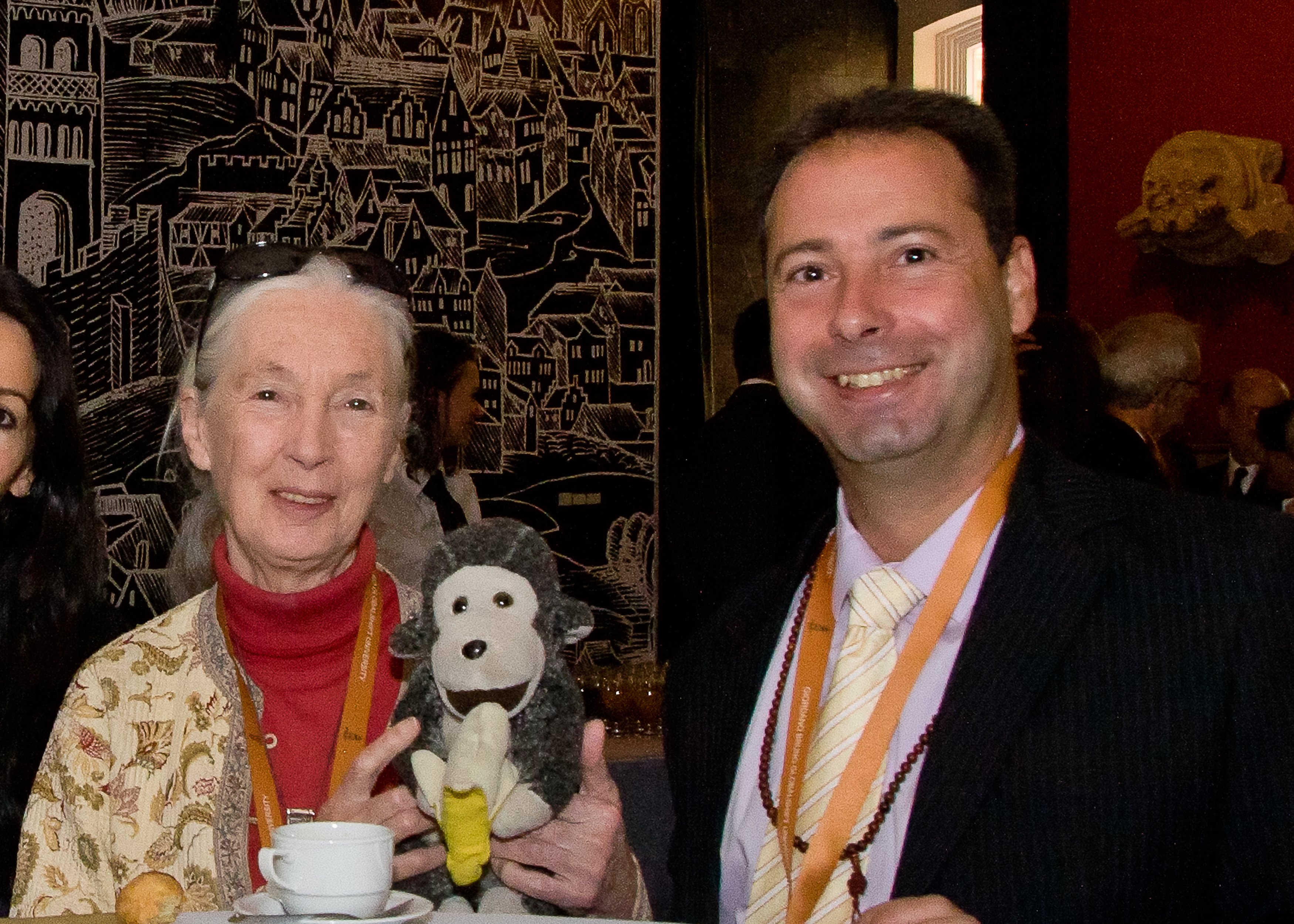
Jane Godall-lal a Giordano Bruno Globalshift University megnyitóján
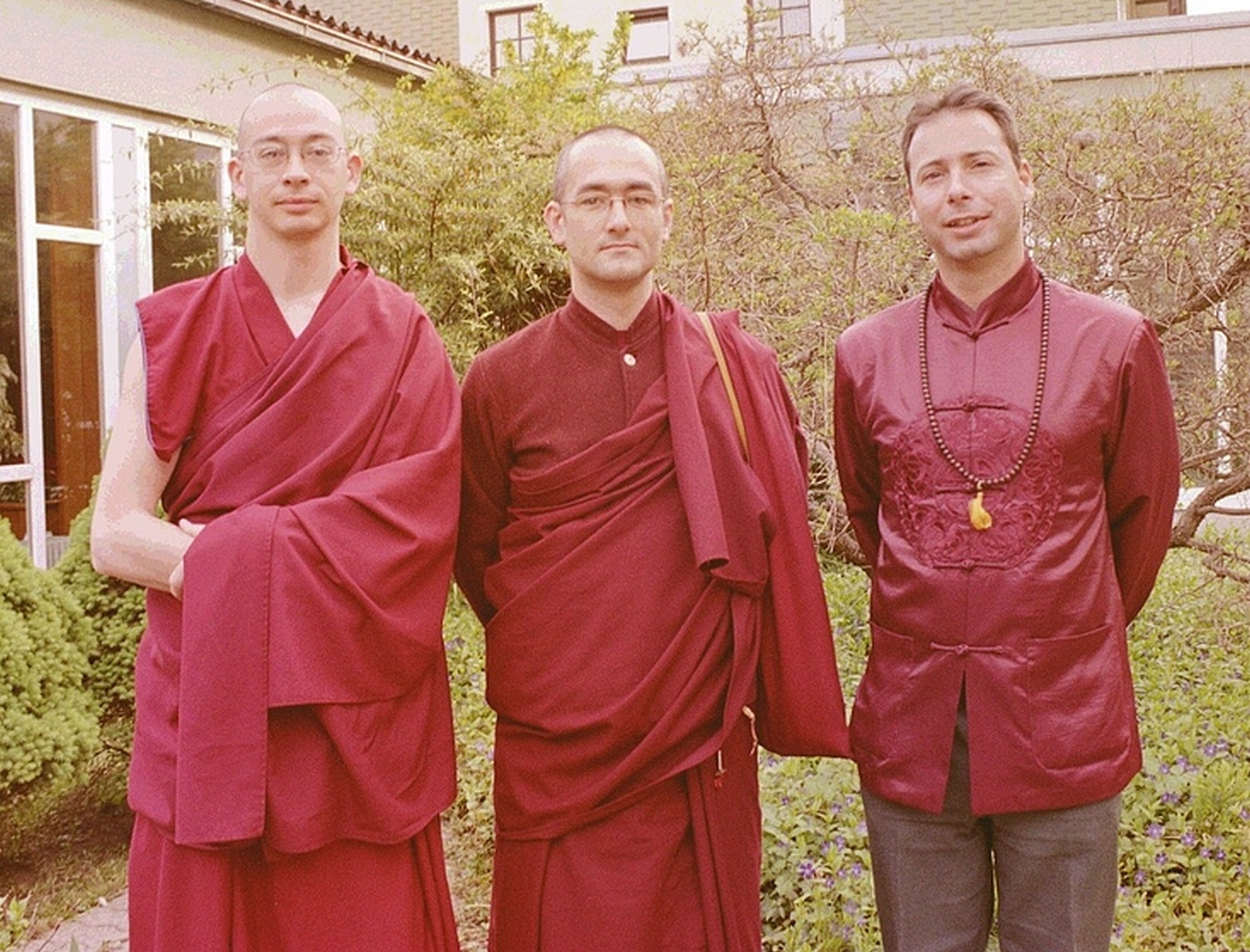
Shenpen Rinpocséval a Graz-i békekonferencián
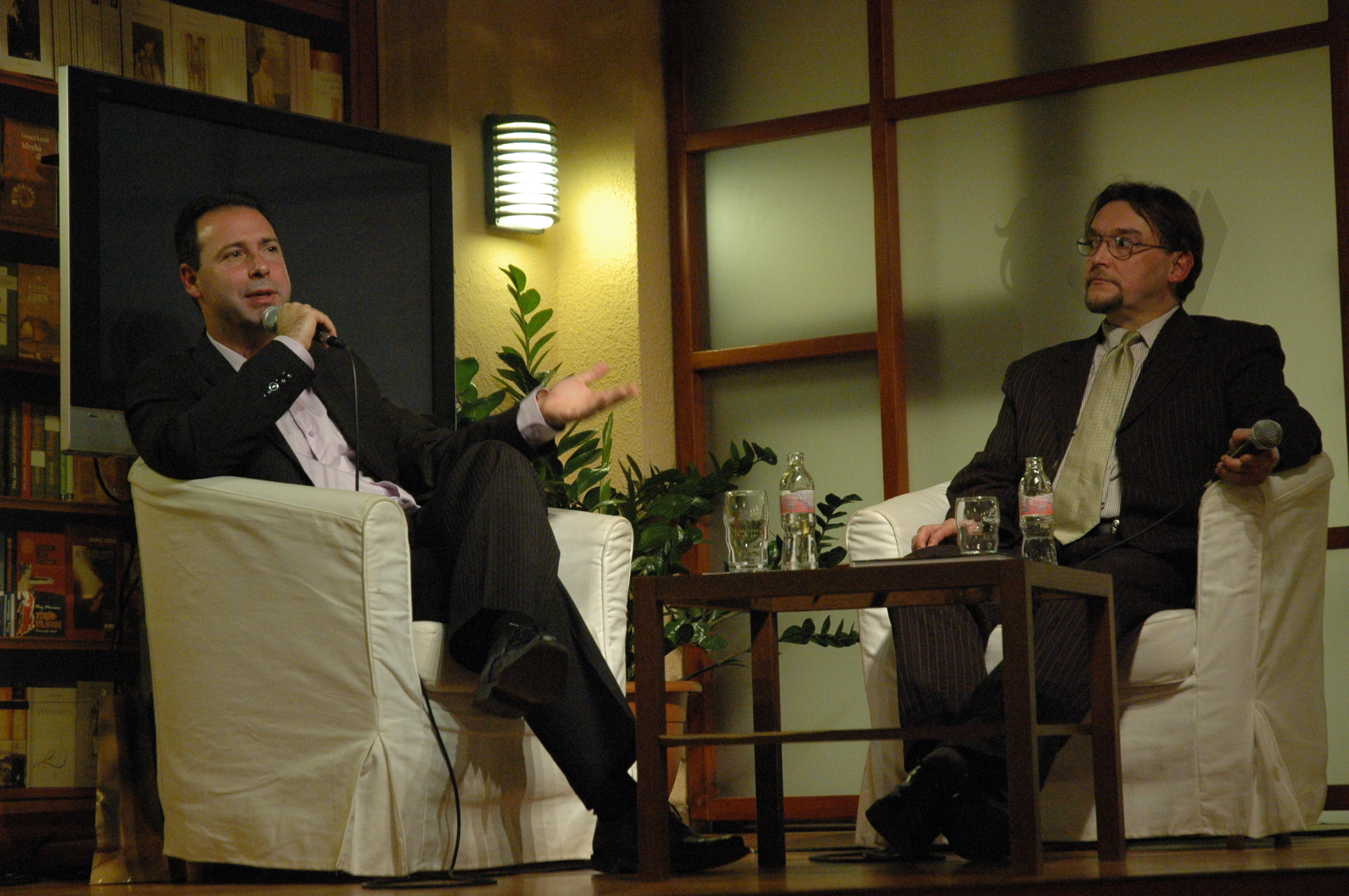
Paulinyi Tamással az Alexandra pódium nyílt könyvbemutatóján
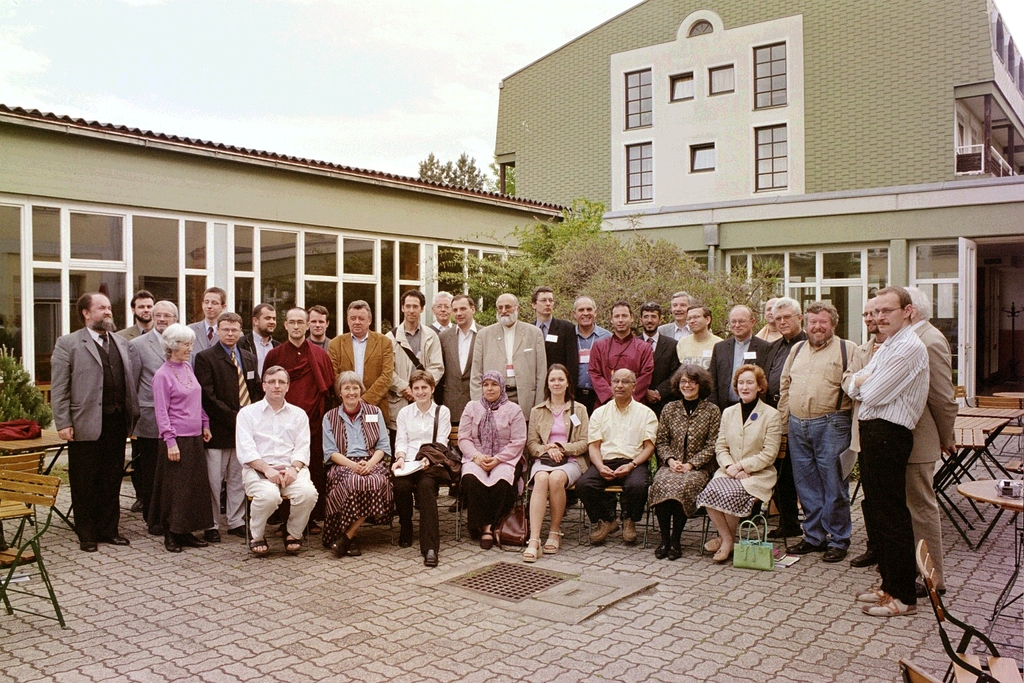
Az UNESCO első békekonferenciáján
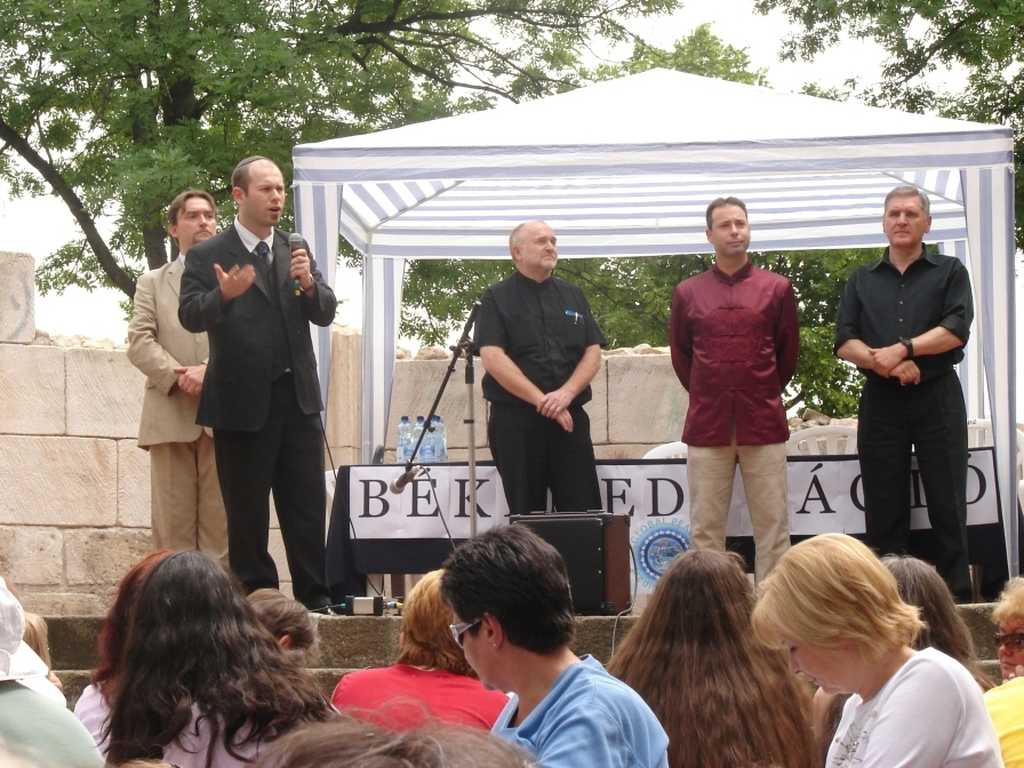
Az Első Globális Békemeditáción 2006.
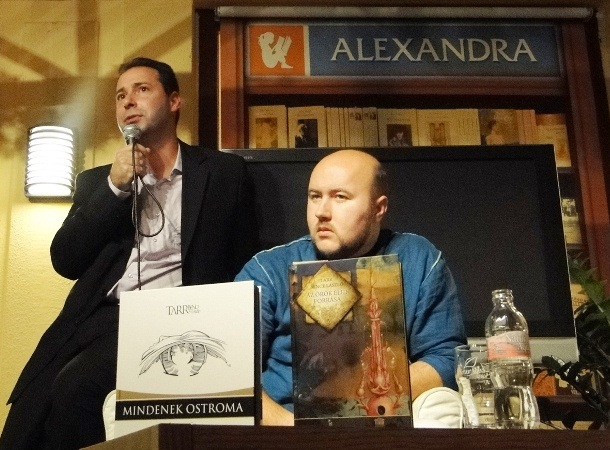
Mindenek ostroma – könyvbemutató
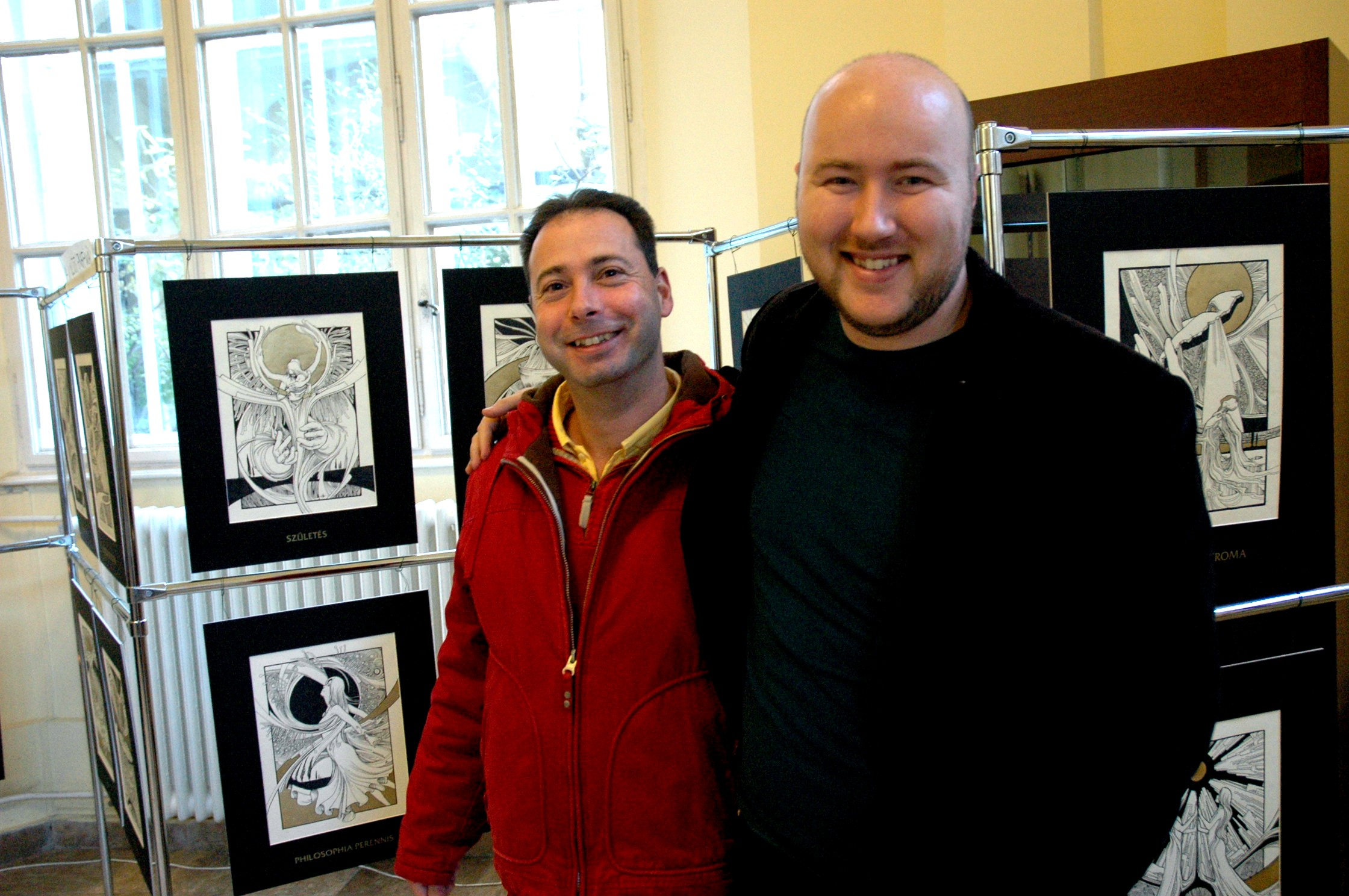
Mindenek ostroma kiállítás, 2011